# Son
För andra betydelser, se Son (olika betydelser).

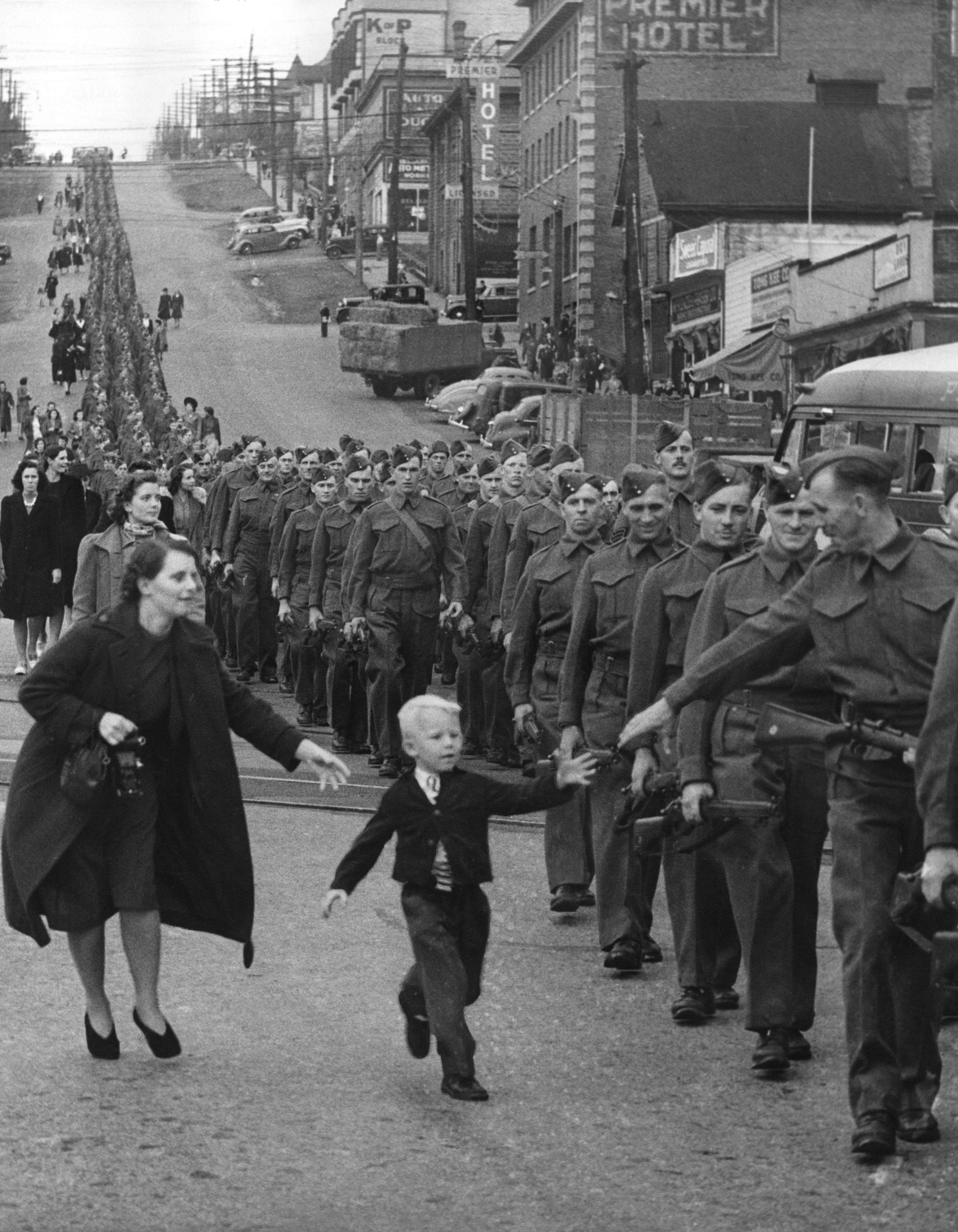
En son springer efter sin far i New Westminster 1940.

Son betecknar vanligen en pojkes eller mans relation till sina föräldrar. Det kan också användas för att markera en manlig individs underordnade relation eller beroendeställning i något annat sammanhang. Kristna präster kan exempelvis tilltala yngre manliga församlingsmedlemmar "min son". Ordet kan användas bildligt i samband med någons härkomst, till exempel "stadens store son".
Pluralformen söner förekommer ibland i namnet på främst äldre familjeföretag, exempelvis Hägglund & Söner.
Ordet är belagt i svenska språket sedan 800-talet.